# اسماعیلوو (باشقیرستان)
اسماعیلوو (انگلیسی: Ismailovo) یک شهرک در شهرستان دیورتیورلینسکی در استان باشقیرستان کشور روسیه است.